# Alabama State Route 33
Die Alabama State Route 33 (kurz AL 33) ist eine in Nord-Süd-Richtung verlaufende State Route im US-Bundesstaat Alabama.
Die State Route beginnt am U.S. Highway 287 westlich von Double Springs und endet nach 61 Kilometern nahe Courtland am U.S. Highway 72 und an der Alabama State Route 20.

## Verlauf
Ab Double Springs verläuft die Straße in nördlicher Richtung durch den William B. Bankhead National Forest und trifft südlich von Moulton in Wren auf die Alabama State Route 36. Im Norden von Moulton kreuzt sie die Alabama State Route 24 und kurz darauf die Alabama State Route 157. Die AL 33 endet östlich von Courtland am US 72 und an der AL 20.